# Vyrlytsja (metrostation)
Vyrlytsja (Oekraïens: Вирлиця, ⓘ) is het jongste station van de metro van Kiev. Het station maakt deel uit van de Syretsko-Petsjerska-lijn en werd geopend op 4 maart 2006. Het traject Charkivska - Boryspilska, waaraan het gelegen is, kwam evenwel al op 23 augustus 2005 in gebruik. Het metrostation bevindt zich op de linkeroever van de Dnjepr, aan de oever van het Vyrlytsjameer en nabij de kruising van de Prospekt Mykoly Bazjana (Mykola Bazjanlaan) en de Virmenska Voelytsja (Armeniëstraat).
Het station is ondiep gelegen en beschikt over twee zijperrons. Als enige metrostation in Kiev bevindt Vyrlytsja zich in een bocht. De sporen worden door een rij zuilen van elkaar gescheiden. De wanden zijn bekleed met wit en bruin marmer, de vloeren zijn afgewerkt met grijs en groen graniet. De ondergrondse stationshal is verbonden met een voetgangerstunnel onder de Prospekt Mykoly Bazjana; een tweede uitgang is gepland. De bovengrondse toegangen zijn overdekt met glazen paviljoens. Net als Boryspilska is het station met liften uitgerust.